# جون هوارد ألين
جون هوارد ألين (بالإنجليزية: John Howard Allen)‏ هو سياسي أمريكي، (ولد في كنتاكي في الولايات المتحدة 1845 – 1942 م). نشط حزبياً في الحزب الديمقراطي.